# Saša Vujačić
Aleksandar "Saša" (servo-cirílico: Александар Вујачић - Саша) Vujačić, geralmente grafado em inglês como Sasha Vujacic (Maribor, 8 de março de 1984)  é um jogador de basquetebol que defende o FIAT Torino, time da LBA. Em sua carreira européia, costumava jogar como Point Guard, mas na NBA, devido à sua altura e bom chute de 3, é aproveitado como Shooting Guard.

## Início de Carreira
Sasha teve seu início no basquete profissional com 16 anos, ao jogar pelo time Italiano Snaidero Basketball, sediado na cidade de Udine. O início tão cedo no Basquete profissional se deve à tradição de basquete na família. O pai de Sasha, por exemplo, é técnico de basquete.
Sasha se inscreveu para o Draft da NBA de 2004 e foi escolhido na posição 27, pelo Los Angeles Lakers, ficando à frente, inclusive, do brasileiro Anderson Varejão, escolhido na 31.

## Na NBA

### A Evolução do Lakers
Sasha chegou ao Lakers num momento delicado para o time. Na temporada 2003-2004, o time havia montado um elenco para ser campeão da liga pela 15ª vez, com jogadores de grande sucesso como: Shaquille O'Neal, Kobe Bryant, Karl Malone, Gary Payton (os dois últimos aceitaram salários muito abaixo do que poderiam ganhar para tentar o título); mas o Lakers acabou perdendo a final da NBA para o Detroit Pistons.
Além disso, o pivô Shaquille O'Neal queria uma extensão para seu contrato com valores exorbitantes e também não aceitava dividir o estrelato do time com o ala-armador Kobe Bryant. Por isso, o Lakers se viu obrigado a troca um dos maiores pivôs de todos os tempos. Na troca chegaram: Lamar Odom, Caron Butler e Brian Grant. O Lakers também não contava mais com Karl Malone e Gary Payton na nova temporada.
Foi nesse contexto que Sasha chegou. Um time debilitado que não conseguiu nem fazer uma boa temporada regular. Sasha teve poucos minutos em quadra e não demonstrou bom basquete.
O Lakers continuou lutando por posições intermediárias nos anos seguintes, até que na temporada 2007-2008 duas mudanças ocorreram: o jovem pivô Andrew Bynum (escolhido aos 17 anos) começou a evoluir o esperado e o pivô Kwame Brown, juntamente com Javaris Crittenton, Aaron McKie e os direitos de Marc Gasol foram para o Memphis Grizzlies, em troca do pivô espanhol Pau Gasol. Vale ressaltar que o GM do Lakers, Mitch Kupchak assumiu que só fez essa troca devido à lesão no joelho de Andrew Bynum, no dia 13 de janeiro de 2008.

### Sasha no novo Lakers
O novo Lakers também passou a contar com um bom banco de reservas e o amadurecimento de jogadores como Sasha foi fundamental para isso. Suas bolas de três são importantíssimas para o time e daí veio seu apelido "The Machine" - que foi dado por ele mesmo, mas os comentaristas aderiram. Na defesa, Vujacic também faz bem o seu papel, sendo considerado irritante pelos adversários.

## Grandes momentos na carreira
Durante a temporada 2005-06, Sasha fez uma importante cesta de três pontos para dar ao Lakers a liderança na prorrogação sobre o Utah Jazz. Durante a temporada 2006-07, Sasha converteu o arremesso da vitória sobre o Dallas Mavericks, encerrando uma série de 13 jogos sem perder do time de Dallas. Na temporada 2007-08, Sasha fez 22 pontos em uma vitória sobre o Denver Nuggets, seu recorde. E fez o mesmo número de pontos na vitória sobre o Toronto Raptors.
Em 2006, Sasha teve um aproveitamento de 60% da linha dos três pontos nos Playoffs da NBA.
Em 2008, durante o jogo 3 das finais da NBA, diante do Boston Celtics, Sasha marcou o seu maior número de pontos em playoffs, totalizando 20 pontos.
No jogo 6 das finais da NBA de 2010, Sasha fez duas cestas de 3 pontos, uma cesta de 2 pontos, além de um lance livre para liderar o banco do Lakers com 9 pontos marcados. Isso aconteceu em um jogo que o banco do Lakers realizou um grande jogo, com um total de 25 pontos e liderou o Lakers para ir ao jogo 7 após empatar a série final contra o Boston Celtics em 3-3.
No jogo 7 das finais da NBA de 2010, Sasha converteu dois cruciais lances livres faltando menos de um minuto para o término do jogo, fazendo com que o Lakers liderasse por 4 pontos para que o time californiano se consagrasse campeão da NBA pela 16ª vez.

## Estatísticas

### Temporada regular
| Ano     | Equipe        | PJ  | PT | MPP  | %TC  | %3P  | %TL  | RPP | APP | ROB | TPP | PPP  |
| ------- | ------------- | --- | -- | ---- | ---- | ---- | ---- | --- | --- | --- | --- | ---- |
| 2004-05 | L.A. Lakers   | 35  | 3  | 11.5 | .282 | .270 | .947 | 1.8 | 1.5 | .3  | .1  | 2.9  |
| 2005-06 | L.A. Lakers   | 82  | 4  | 17.7 | .346 | .343 | .885 | 1.9 | 1.7 | .6  | .0  | 3.9  |
| 2006-07 | L.A. Lakers   | 73  | 4  | 12.8 | .392 | .373 | .878 | 1.5 | .9  | .6  | .0  | 4.3  |
| 2007-08 | L.A. Lakers   | 72  | 0  | 17.8 | .454 | .437 | .835 | 2.1 | 1.0 | .5  | .1  | 8.8  |
| 2008-09 | L.A. Lakers   | 80  | 0  | 16.2 | .387 | .363 | .921 | 1.7 | 1.4 | 1.0 | .1  | 5.8  |
| 2009-10 | L.A. Lakers   | 67  | 1  | 8.6  | .402 | .309 | .848 | 1.2 | .6  | .3  | .1  | 2.8  |
| 2010-11 | L.A. Lakers   | 11  | 0  | 4.9  | .348 | .429 | .500 | .4  | .5  | .1  | .0  | 1.8  |
| 2010-11 | New Jersey    | 56  | 17 | 28.5 | .404 | .369 | .851 | 3.3 | 2.3 | .9  | .1  | 11.4 |
| 2013-14 | L.A. Clippers | 2   | 0  | 5.0  | .400 | .500 | .000 | 1.5 | .0  | .5  | .0  | 2.5  |
| 2015-16 | New York      | 61  | 25 | 14.9 | .383 | .364 | .821 | 2.4 | 1.4 | .6  | .1  | 4.9  |
| Total   | Total         | 539 | 54 | 15.8 | .394 | .370 | .866 | 1.9 | 1.3 | .6  | .1  | 5.5  |

### Playoffs
| Ano   | Equipe      | PJ | PT | MPP  | %TC  | %3P  | %TL   | RPP | APP | ROB | TPP | PPP |
| ----- | ----------- | -- | -- | ---- | ---- | ---- | ----- | --- | --- | --- | --- | --- |
| 2006  | L.A. Lakers | 7  | 0  | 18.4 | .423 | .600 | 1.000 | 2.4 | .9  | .6  | .0  | 6.0 |
| 2007  | L.A. Lakers | 4  | 0  | 10.8 | .556 | .250 | .000  | 1.0 | .8  | .3  | .0  | 2.8 |
| 2008  | L.A. Lakers | 21 | 0  | 21.7 | .399 | .392 | .857  | 2.2 | .8  | .6  | .2  | 8.1 |
| 2009  | L.A. Lakers | 23 | 0  | 10.9 | .264 | .314 | .833  | 1.4 | .5  | .4  | .2  | 3.0 |
| 2010  | L.A. Lakers | 10 | 0  | 7.6  | .435 | .400 | .833  | .8  | .5  | .2  | .0  | 3.1 |
| Total | Total       | 65 | 0  | 14.7 | .366 | .384 | .879  | 1.6 | .6  | .4  | .1  | 5.0 |

## Vida pessoal
Sasha Vujacic tem dois irmãos, uma irmã chamada Nina e um irmão chamado Aljoša. Seus pais vivem em Rancho Palos Verdes, na Califórnia, enquanto ele vive em Redondo Beach. Além do basquete, ele gosta de jogar vôlei, tênis e futebol.
Namorou a tenista profissional russa Maria Sharapova, desde 2009 até ?.